# Estació de Tòquio

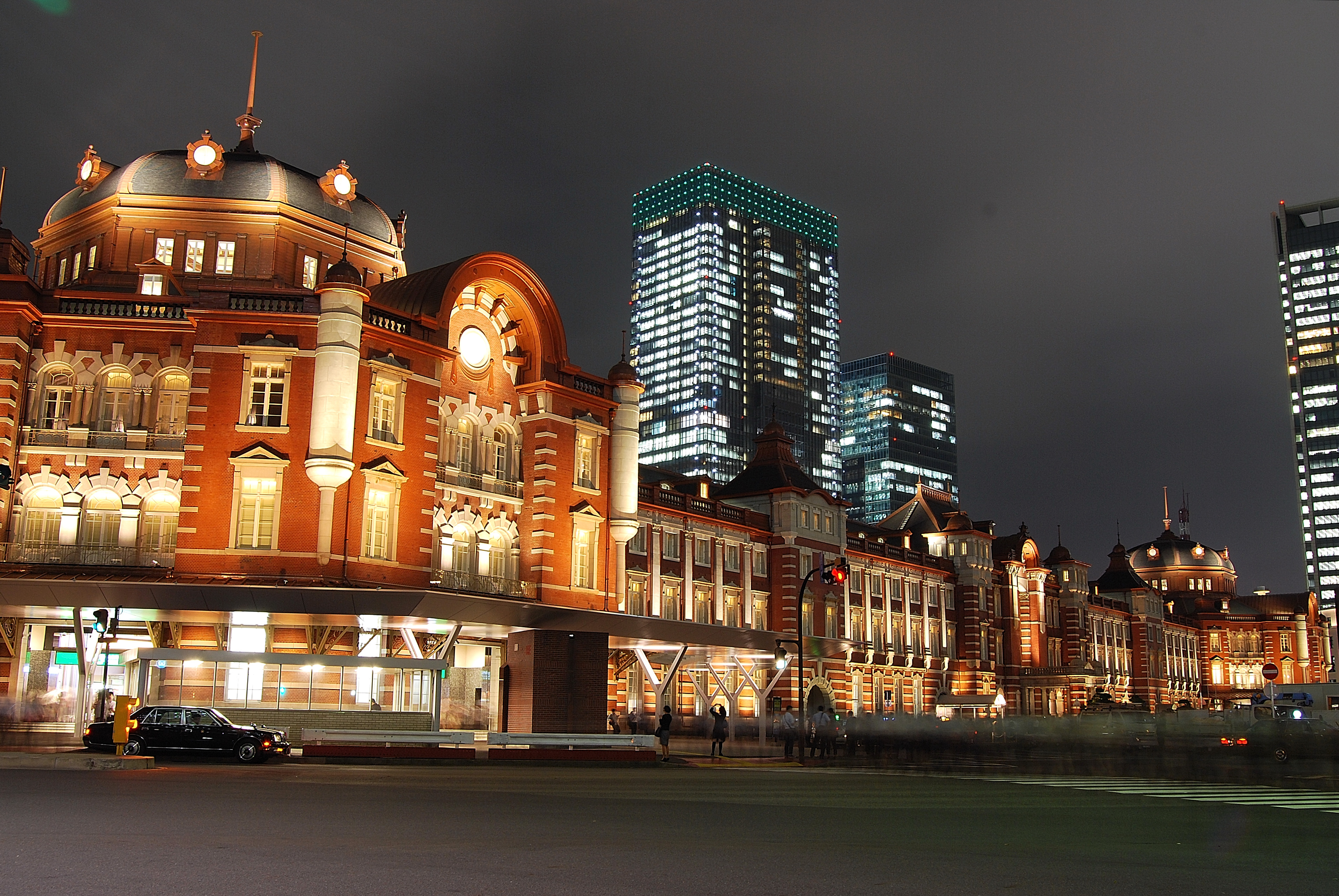
Entrada a l'estació des de Marunouchi

L'Estació de Tòquio (東京駅; Tōkyō-eki) és una estació ferroviària localitzada al districte comercial Marunouchi a Tòquio (Japó). L'Estació de Tòquio és la terminal de la majoria de les línies del tren bala que cobreixen el territori japonès, i és connexió per a les línies locals i regionals, a més a més de punt de transbord per a la línia Marunouchi del Metro de Tòquio i la línia del tren urbà Yamanote.

## Història
L'estació va obrir el 1914 com a terminal integrada per a l'actual línia Tōkaidō, la línia Tōhoku i, més tard, la línia Chūō, que anteriorment tenien terminals separats a Tòquio. Des de llavors, ha servit com a terminal principal per als trens interurbans que sortien de Tòquio cap a l'oest. L'estació va patir greus danys durant el bombardeig de Tòquio el 25 de maig de 1945, però aviat va reprendre el servei. El Tōkaidō Shinkansen, el primer sistema ferroviari d'alta velocitat dedicat del món, es va obrir entre l'estació i Osaka el 1964. Amb l'ampliació de les línies Shinkansen en direcció nord des d'Ueno el 1991, l'estació també es va convertir en una porta d'entrada al nord-est del Japó.
Amb servei de les línies ferroviàries d'alta velocitat de la xarxa Shinkansen, l'estació de Tòquio és la principal terminal ferroviària interurbana de Tòquio. És l'estació més concorreguda del Japó pel que fa a trens regulars, amb més de 4.000 trens que arriben i surten diàriament, i la cinquena més concorreguda de l'est del Japó pel que fa al nombre de passatgers. De mitjana, més de 500.000 persones utilitzen l'estació de Tòquio cada dia. L'estació també compta amb el servei de moltes línies regionals de rodalies de Japan Railways, així com de la xarxa de metro de Tòquio.

## Línies
Les línies ferroviàries que travessen o comencen a l'Estació de Tòquio són:
- Línia Chūō (中央線)
- Línia Keihin-Tōhoku (京浜東北線)
- Línia Keiyō (京葉線)
- Línia Sōbu (総武線)
- Línia Tōkaidō (東海道本線)
- Tōkaidō Shinkansen (東海道新幹線)
- Tōhoku Shinkansen (東北新幹線)
- Línia Yamanote (山手線)
- Línia Yokosuka (横須賀線)

La línia Tōkaidō Shinkansen és operada pel grup Tōkai de Japan Railways; mentre que la resta de línies són operades per JR East Japan. El tren Narita Express, que uneix l'Aeroport de Narita amb Ikebukuro, Shinjuku i Yokohama passa per l'Estació de Tòquio, parant a les andanes de la línia Yokosuka.